# Brasserie L'Alsace
Ne pas confondre avec la Maison de l'Alsace, qui loue une partie du bâtiment, à la Brasserie
La Brasserie l'Alsace est une brasserie Parisienne  située au 39, avenue des Champs-Élysées dans l'immeuble de la Maison de l'Alsace (Paris).
La brasserie est gérée par le groupe Bertrand Restauration.